# Clusia aemygdioi
Clusia aemygdioi är en tvåhjärtbladig växtart som beskrevs av A. Gomes da Silva och B. Weinberg. Clusia aemygdioi ingår i släktet Clusia och familjen Clusiaceae. Inga underarter finns listade i Catalogue of Life.